# Załuzie (osada leśna)
Załuzie – osada leśna w Polsce położona w województwie mazowieckim, w powiecie makowskim, w gminie Różan.
W latach 1975–1998 miejscowość administracyjnie należała do województwa ostrołęckiego.